# قائمة مستشفيات الجزائر

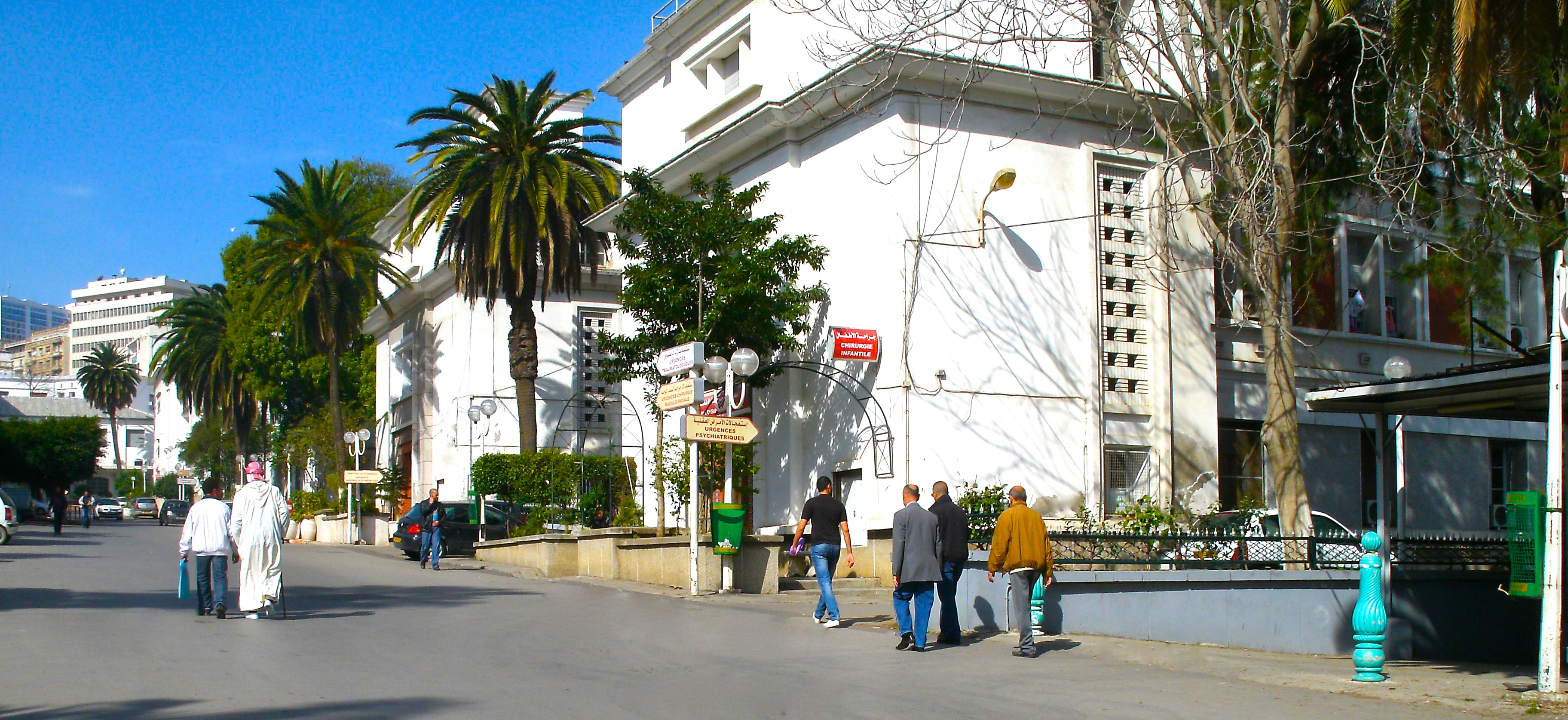
مستشفى مصطفى باشا

المستشفى(الجمع: مُسْتَشْفَيَات) مؤسسة للرعاية الصحية توفر العلاج للمرضى من قبل طاقم طبي وتمريض متخصص ومعدات طبية.

## قائمة مستشفيات الجزائر
تحتوي هذه القائمة على أسماء مستشفيات في الجزائر.
- المؤسسة العمومية الإستشفائية الحروش
- المؤسسة العمومية الإستشفائية تمالوس

- المستشفى المركزي للجيش بعين النعجة
- مستشفى مصطفى باشا
- مستشفى وهران الجامعي